# Gillian Anderson

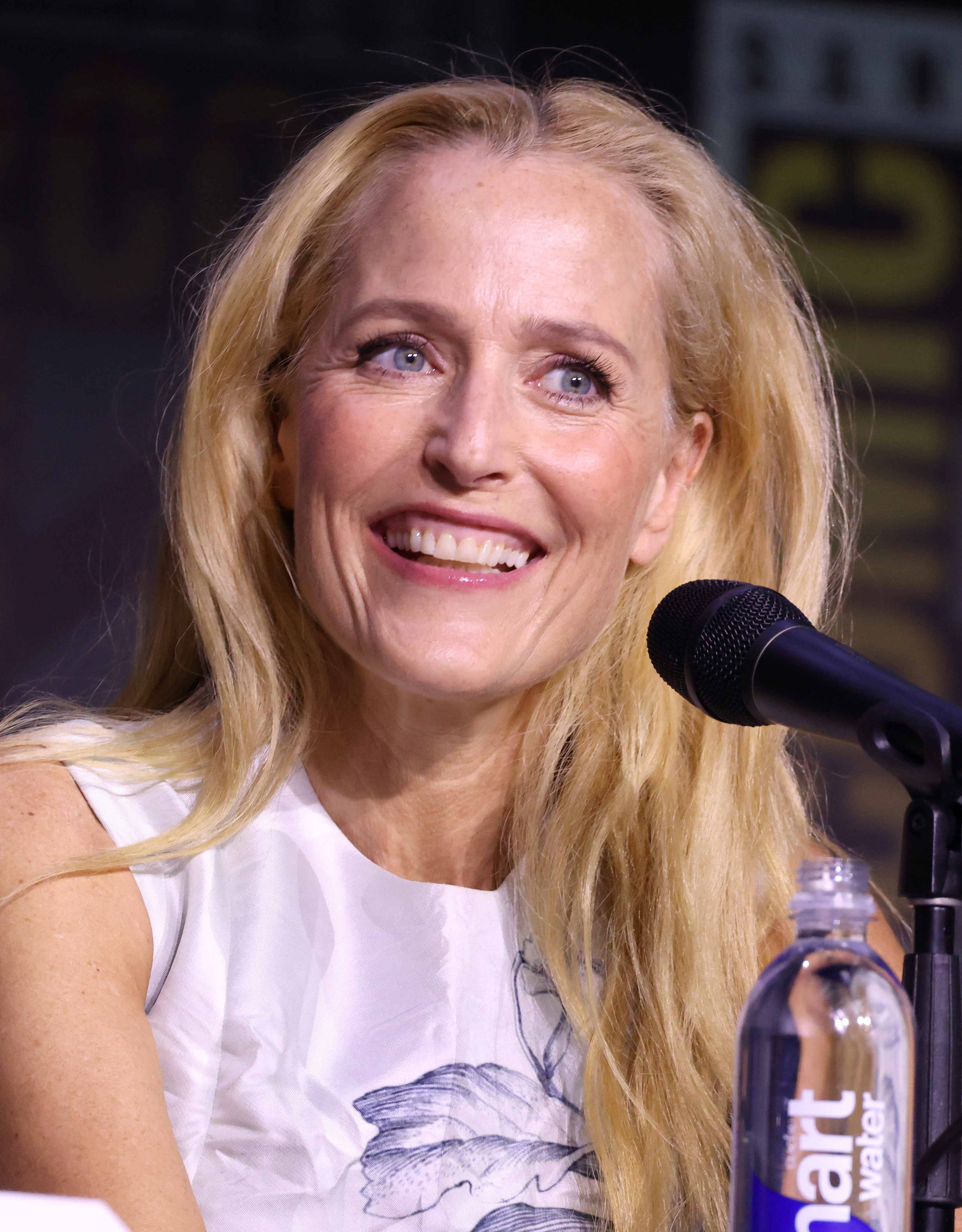
Gillian Anderson (2025)

Gillian Leigh Anderson OBE [ˈdʒɪljən] (* 9. August 1968 in Chicago, Illinois) ist eine US-amerikanische Schauspielerin und Autorin. Sie erlangte durch ihre Rolle als FBI-Agentin Dana Scully in der US-Fernsehserie Akte X – Die unheimlichen Fälle des FBI große Bekanntheit. Für diese Rolle und ihre Darstellung der Margaret Thatcher in der britischen Fernsehserie The Crown erhielt sie jeweils einen Golden Globe sowie einen Emmy.

## Leben und Karriere

### Schauspielerin

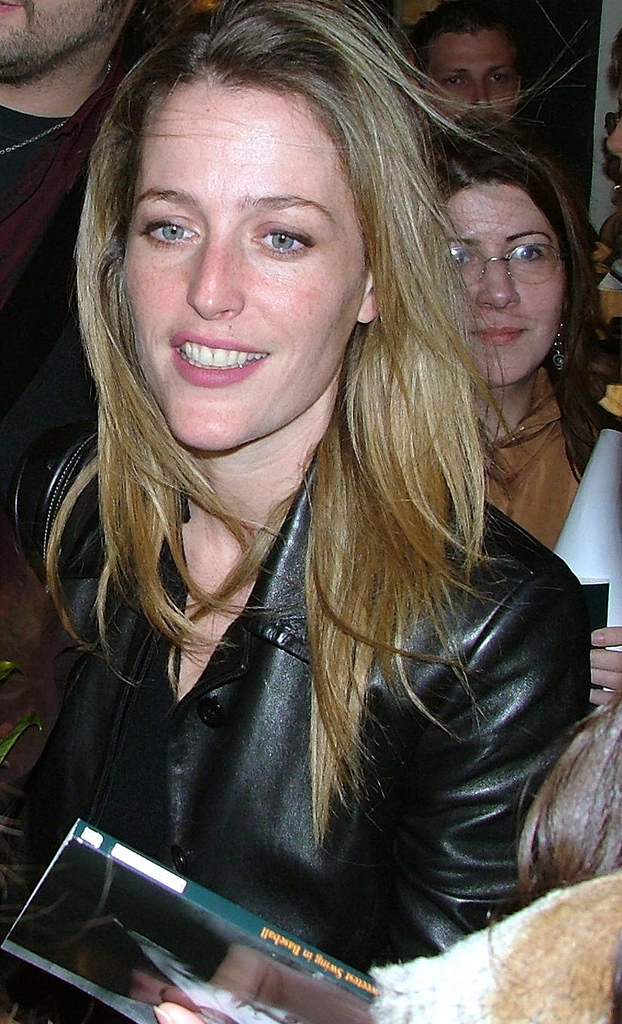
Gillian Anderson (2004)

Vor ihrer Karriere als Serienschauspielerin kellnerte Gillian Anderson und spielte eine Rolle in dem Theaterstück Absent Friends, für das sie den Theatre World Award als Beste Nachwuchsschauspielerin erhielt. Nach diesem Erfolg war ihr nächstes Projekt der Film The Turning, der jedoch floppte.

#### Durchbruch mitAkte X
Nach einem Gastauftritt in der US-Fernsehserie Class of ’96 im Jahr 1992 erhielt sie schließlich ihre erste große Fernsehrolle: die Hauptrolle als Special Agent Dana Scully in der Serie Akte X – Die unheimlichen Fälle des FBI von Chris Carter. Mit ihrem Serienpartner David Duchovny hatte sie ihren großen internationalen Durchbruch als Schauspielerin. Ursprünglich sollte die Rolle mit einer blonden Frau besetzt werden, doch Carter konnte schließlich von Andersons Agenten überzeugt werden, der die damals rothaarige Schauspielerin engagierte. Anderson verkörperte Dana Scully neun Jahre lang in fast allen der 202 Serienepisoden sowie in den Kinofilmen Akte X – Der Film (1998) und Akte X – Jenseits der Wahrheit (2008). Sie erhielt für ihre Darstellung zahlreiche Auszeichnungen, darunter einen Golden Globe und Emmy.

#### Kinofilme und weitere Fernsehprojekte
Neben diesem Fernseh-Engagement spielte sie in weiteren Kinofilmen mit, darunter The Mighty – Gemeinsam sind sie stark (1998), Chicago Cab (1998), Leben und lieben in L.A. (1998), Haus Bellomont (2000).
Nach dem vorläufigen Ende der Serie Akte X zog Anderson nach London. Dort drehte sie unter anderem die Filme The Mighty Celt (2005) und A Cock and Bull Story (2005). Zudem wandte sie sich auch wieder dem Theater zu und spielte in What the Night is for und The sweetest Swing in Baseball von Rebecca Gilman im Londoner West End die Hauptrollen.
Viel Lob erntete Anderson für ihre Darstellung der Lady Dedlock in der mehrteiligen BBC-Verfilmung des Charles-Dickens-Romans Bleak House von 2005. Sie wurde sowohl für den Emmy als auch für den Golden Globe nominiert. Es folgten eine Rolle in Der letzte König von Schottland (2006) neben dem Oscar-prämierten Forest Whitaker und eine Hauptrolle im Rachethriller Straightheads (2007). 2008 trat sie in der Komödie New York für Anfänger an der Seite von Simon Pegg, Kirsten Dunst und Jeff Bridges auf.

#### Filmprojekte und Rückkehr ans Theater
Im Frühsommer 2009 spielte Anderson erneut in London Theater. Sie übernahm die Rolle der Nora in einer Neufassung des Stücks A Doll’s House (deutscher Titel: Nora oder Ein Puppenheim) von Henrik Ibsen im Donmar Warehouse.
Im Juni 2009 feierte ihr neuer Film, die Satire Boogie Woogie, Premiere auf dem Edinburgh International Film Festival. Darin spielt sie an der Seite von Christopher Lee, Heather Graham und Charlotte Rampling. Anschließend hatte sie eine Rolle in der Channel-4-Verfilmung von William Boyds viel beachtetem Roman Any Human Heart (Eines Menschen Herz), die im Winter 2010 in vier Teilen ausgestrahlt wurde. Im Frühjahr 2011 war sie in der mehrteiligen, von der BBC produzierten Fernseh-Miniserie The Crimson Petal and the White zu sehen. In der Verfilmung von Michel Fabers gleichnamigem Roman aus dem Jahr 2002 spielte sie die Rolle der Mrs. Castaway, einer Bordellbetreiberin im London der 1870er-Jahre. Von 2013 bis 2016 spielte sie neben Jamie Dornan die Hauptrolle der Stella Gibson in der BBC-Two-Krimiserie The Fall – Tod in Belfast.
Im Sommer 2014 stand sie neben Ben Foster und Vanessa Kirby im Young-Vic-Theater als Blanche DuBois in Tennessee Williams’ Endstation Sehnsucht auf der Bühne. Für ihre Leistung wurde sie im selben Jahr mit dem London Evening Standard Theatre Award – Natasha Richardson Award for Best Actress ausgezeichnet. Für die BBC-Radio-4-Reihe A History of Ideas übernahm Anderson neben Harry Shearer die Rolle als Sprecherin in verschiedenen animierten Videos, die verschiedene philosophische Ideen vorstellen.

#### Erfolge mitAkte-X-Revival sowieSex EducationundThe Crown
Am 8. Juni 2015 begannen die Dreharbeiten für sechs neue Folgen der Serie Akte X. Die Ausstrahlung erfolgte ab dem 24. Januar 2016 auf Fox. Seit 2019 ist sie in der britischen Serienproduktion Sex Education in der Rolle der Sexualtherapeutin Dr. Jean Milburn zu sehen. 2020 verkörperte sie in der vierten Staffel der Serie The Crown die ehemalige Premierministerin Großbritanniens, Margaret Thatcher. Hierfür erhielt sie 2021 einen weiteren Golden Globe und Emmy.
2016 wurde Anderson mit dem OBE für ihre Leistungen im Bereich Schauspiel ehrenhalber ausgezeichnet, da sie keine britische Staatsbürgerschaft hat.
2019 erhielt sie ihre dritte Nominierung für den Laurence Olivier Award.
Anderson wurde gewöhnlich von Franziska Pigulla synchronisiert. Sie lieh der Schauspielerin unter anderem in Akte X ihre Stimme. In der Serie The Fall – Tod in Belfast wird sie von Elisabeth Günther gesprochen.

### Autorin
1999 verfasste sie ein Vorwort für das Buch Girl Boss: Running the Show Like the Big Chicks: Entrepreneurial Skills, Stories, and Encouragement for Modern Girls von Stacy Kravetz.
Hin und wieder verfasst Anderson Essays für verschiedene Publikationen, so zum Beispiel in einem Gastbeitrag für Yahoo TV, im Buch Dear Me: More Letters to My Sixteen Year Old Self oder für die britische Lehrer-Fachzeitschrift TES.
2014 veröffentlichte sie ihren ersten, in Zusammenarbeit mit Jeff Rovin verfassten Roman A Vision of Fire, welcher den ersten Teil einer Trilogie darstellt. Am 8. Dezember 2015 erschien der zweite Teil der „Earth End“-Saga-Trilogie mit dem Titel A Dream of Ice, der wieder in Zusammenarbeit mit Rovin entstand. Mit The Sound of Seas erschien am 13. September 2016 der dritte und letzte Teil der Trilogie. Im Mai 2016 kündigte Anderson in einem Interview mit dem britischen Observer an, dass eine Fernsehserien-Adaption der Reihe geplant sei.
Zusammen mit der englischen Journalistin Jennifer Nadel verfasste sie We: A Manifesto for Women Everywhere (Titel der deutschen Veröffentlichung: Wir – Ein Manifest für Frauen, die mehr vom Leben wollen), das im Oktober 2016 vorgestellt wurde und im März 2017 erschien.
Im Jahr 2024 veröffentlichte Anderson mit Want eigener Aussage zufolge Sexuelle Fantasien der Frauen im 21. Jahrhundert. Dazu hatte sie, wie es bereits Nancy Friday vor ihrem 1973 veröffentlichten Buch My Secret Garden: Women’s Sexual Fantasies tat, Frauen dazu aufgerufen, anonym ihre geheimen sexuellen Fantasien mit ihr zu teilen. Etwa 800 Briefe erhielt Anderson, die sie jedoch nicht alleine auswertete bzw. von dem sie nur einen Teil selbst auswertete. In dem Buch findet sich eine Auswahl der Briefe sowie eine Fantasie von Anderson selbst, die jedoch nicht als solche kenntlich gemacht ist.

### Regisseurin
In der siebten Staffel von Akte X, die 1999 produziert wurde, bekam Gillian Anderson die Möglichkeit, ein Drehbuch für die Episode Augenblicke (All Things) zu verfassen und bei dieser auch Regie zu führen. Sie war damit neben Michelle MacLaren die zweite Frau der Serie, welche Regie führte.
Am 6. Februar 2015 hatte der Kurzfilm The Departure auf der Website des Guardian Premiere, der von Anderson nach einem Drehbuch von Andrew O’Hagan inszeniert und im Rahmen der YV Shorts produziert wurde. Dabei handelt es sich um Kurzfilme, die von Theaterstücken inspiriert wurden, die im Young-Vic-Theater aufgeführt wurden. In The Departure übernimmt Anderson erneut die Rolle der Blanche DuBois. Der Film ist ein Prequel zu dem Stück Endstation Sehnsucht, das in der Zeit spielt, kurz bevor Blanche in dem Stück zu ihrer Schwester Stella nach New Orleans zieht.
Gillian Anderson hat seit vielen Jahren die Rechte für die Film-Adaption zu Elizabeth Rosners Roman Die Geschwindigkeit des Lichts, für den sie nicht nur das Drehbuch verfasst, sondern auch Regie führen will.
Im Sommer 2025 wurde Anderson Mitglied der Academy of Motion Picture Arts and Sciences.

### Musikalische Kollaborationen
Im Zuge ihrer Moderationstätigkeit für die BBC-Dokumentation Future Fantastic kam es zur Zusammenarbeit mit dem englischen Electronica-Projekt HAL, aus dem die Single Extremis hervorging, die sich im Mai 1997 in den Top 25 der UK Charts platzieren konnte. Anderson stellte außerdem eine Doppel-CD-Kompilation mit verschiedenen Ambient- und Trance-Liedern zusammen, die am 2. Juni 1997 veröffentlicht wurde.
2017 war sie auf dem Stück The Waves: Tuesday von Three Worlds: Music From Woolf Works von Max Richter zu hören, in dem sie den Abschiedsbrief von Virginia Woolf vorträgt.
Auf der von PJ Harvey komponierten und 2019 veröffentlichten gleichnamigen Filmmusik für eine Theateradaption des Noël Coward Theatre des Filmklassikers All about Eve (Regie: Ivo van Hove) ist sie als Interpretin des Titels The Sandman zu hören.

## Persönliches
Während der Dreharbeiten zu Akte X – Die unheimlichen Fälle des FBI lernte Anderson den Artdirector Errol Clyde Klotz kennen, den sie 1994 heiratete. Im selben Jahr kam ihre Tochter zur Welt. Die 15. Folge der dritten Staffel von Akte X ist im Originaltitel (Piper Maru) nach ihr benannt. 1997 trennten sich Anderson und Klotz.
Anderson war 2004 in zweiter Ehe mit Julian Ozanne, einem freiberuflichen Journalisten und Dokumentarfilmer, verheiratet. Das Paar trennte sich im April 2006. Mit dem englischen Geschäftsmann Mark Griffith hat sie zwei Söhne.
2012 gab Anderson im Out-Magazin bekannt, dass sie bisexuell ist.
Ab 2016 war sie mit dem britischen Drehbuchautor Peter Morgan liiert, Ende 2020 gab das Paar die Trennung bekannt.

### Engagement
Gillian Anderson engagiert sich für eine Vielzahl wohltätiger Zwecke.
Bei Andersons jüngerem Bruder Aaron wurde Neurofibromatose diagnostiziert. Anderson nutzte ihre Bekanntheit, um auf die Krankheit aufmerksam zu machen, und wurde zur Honorary Spokesperson für das US-amerikanische Neurofibromatosis Network NF. Inc ernannt.
Seit den 1990er-Jahren sammelt sie regelmäßig Spenden zur Erforschung der Krankheit und sprach zu dem Thema 1996 vor dem Kongress der Vereinigten Staaten.
2008 gründete sie mit anderen die Organisation South African Youth Education for Sustainability (SA-YES), die Kinder und Jugendliche in Südafrika unterstützt.
Seit 2010 ist sie außerdem Unterstützerin der Menschenrechtsorganisation Survival International. Sie spielte unter anderem in dem Theaterstück We Are One, dessen Erlös der Organisation zugutekam.
Im Januar 2015 trat sie bei Mark Watsons 27-Stunden-Telethon auf, der Geld für Comic Relief sammelte.

## Filmografie (Auswahl)

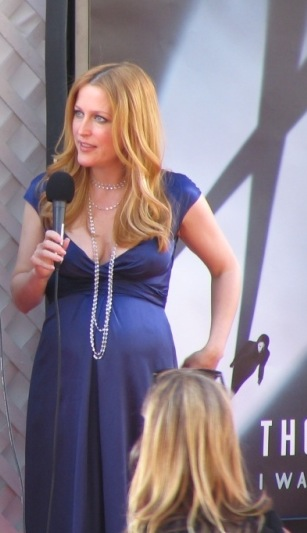
Gillian Anderson (2008)

### Filme
- 1992: The Turning
- 1998: Akte X – Der Film (The X-Files)
- 1998: The Mighty – Gemeinsam sind sie stark (The Mighty)
- 1998: Leben und lieben in L.A. (Playing by Heart)
- 1998: Chicago Cab
- 1999: Prinzessin Mononoke (Princess Mononoke, Stimme)
- 2000: Haus Bellomont (The House of Mirth)
- 2005: The Mighty Celt (Independent Film)
- 2005: A Cock and Bull Story
- 2006: Der letzte König von Schottland – In den Fängen der Macht (The Last King Of Scotland)
- 2007: Straightheads
- 2008: New York für Anfänger (How to Lose Friends & Alienate People)
- 2008: Akte X – Jenseits der Wahrheit (The X-Files: I Want to Believe)
- 2009: Boogie Woogie – Sex, Lügen, Geld und Kunst (Boogie Woogie)
- 2011: Johnny English – Jetzt erst recht! (Johnny English Reborn)
- 2011: Der Mohnblumenberg (From Up on Poppy Hill, Stimme)
- 2012: Winterdieb (L’enfant d’en haut)
- 2012: Shadow Dancer
- 2013: I’ll Follow You Down
- 2013: Mr. Morgans letzte Liebe (Mr. Morgan’s Last Love)
- 2014: Robot Overlords – Herrschaft der Maschinen (Robot Overlords)
- 2014: Sold
- 2017: Der Stern von Indien (Viceroy’s House)
- 2017: Das krumme Haus (Crooked House)
- 2018: Bad Spies (The Spy Who Dumped Me)
- 2018: Die UFO-Verschwörung (UFO)
- 2018: This Changes Everything
- 2019: The Sunlit Night
- 2021: Rote Robin (Robin Robin, Kurzfilm, Stimme)
- 2022: Der denkwürdige Fall des Mr Poe (The Pale Blue Eye)
- 2023: White Bird (White Bird: A Wonder Story)
- 2024: Scoop – Ein royales Interview (Scoop)
- 2024: Der Salzpfad (The Salt Path)

### Fernsehserien
- 1993: Class of ‘96 (Folge 1x08)
- 1993–2002, 2016–2018: Akte X – Die unheimlichen Fälle des FBI (The X-Files)
- 2005: Bleak House (14 Folgen)
- 2010: Any Human Heart – Eines Menschen Herz (Any Human Heart, 3 Folgen)
- 2011: Moby Dick (Miniserie, 2 Folgen)
- 2011: Das Karmesinrote Blütenblatt (The Crimson Petal and the White, Miniserie, 2 Folgen)
- 2011: Große Erwartungen (Great Expectations, Miniserie, 3 Folgen)
- 2013–2016: The Fall – Tod in Belfast (The Fall, 17 Folgen)
- 2013–2015: Hannibal (22 Folgen)
- 2014: Crisis (10 Folgen)
- 2014: Robot Chicken (Folge 7x08, Stimme)
- 2016: War & Peace (Miniserie, 4 Folgen)
- 2017: American Gods (4 Folgen)
- 2019–2023: Sex Education
- 2020: The Crown (6 Folgen)
- 2021: The Great (2 Folgen)
- 2022: The First Lady

### Weitere Tätigkeiten
- 2000: Akte X – Die unheimlichen Fälle des FBI, Episode Augenblicke (Staffel 7, Folge 17, Regie und Drehbuch)
- 2014–2016: The Fall – Tod in Belfast (Produzentin, The Fall, Fernsehserie, 12 Folgen)
- 2015: The Departure (Regie)

## Andere Werke (Auswahl)

### Theater
- 1991: Absent Friends – Manhattan Theatre Club, New York City
- 1992: The Philanthropist – Long Wharf Theatre, New Haven
- 1999: The Vagina Monologues (London)
- 2000: The Vagina Monologues (Los Angeles)
- 2002: What The Night Is For – Comedy Theatre, London
- 2004: The Sweetest Swing in Baseball – Royal Court Theatre, London
- 2009: A Doll’s House – Donmar Warehouse, London
- 2010: We Are One: A celebration of tribal peoples – Apollo Theatre, London
- 2014: Endstation Sehnsucht – Young Vic Theatre, London[34]
- 2016: Endstation Sehnsucht – St. Ann’s Warehouse, New York City
- 2019: Alles über Eva – Noël Coward Theatre, London[35]

### Hörproduktionen

#### Off-Sprecherin
- 1996: Why Planes Go Down (auch Moderation)
- 1996: Future Fantastic (auch Moderation)
- 1996: Spies Above
- 2010: No Pressure (Kurzfilm)
- 2011: Uncontacted Tribes (für Survival International)[36]
- 2014: A History of Ideas
- 2014: Nissan Leaf Thanks a Billion (Werbespot)[37]
- 2014: Widowmaker (Dokumentation)
- 2017: The Artist’s Garden: American Impressionism (Der Künstlergarten: Der amerikanische Impressionismus, Dokumentation)[38]

#### Hörbücher
- 1992: Exit to Eden – Hörbuch nach dem gleichnamigen Roman von Anne Rice
- 1997: Ground Zero (Roman) – Audiobook nach Kevin J. Andersons Akte X-Roman
- 1997: Extremis – HAL (Single (Musik))
- 2004: ExtremiX – Halspirit (Remix Compilation von HAL)
- 2007: 84, Charing Cross Road – Hörspiel des britischen BBC 4 Radio auf Basis des gleichnamigen Buchs von Helene Hanff
- 2009: The Guardian of the Pool: A Story From Nelson Mandela’s Favorite African Folktales
- 2011: David Eagleman’s Sum: Forty Tales from the Afterlive (Kapitel: Reversal)
- 2012: L’Ingratitude von Charlotte Brontë für den London Review of Books Podcast
- 2012: The Last Act von Roald Dahl (auf Switch Bitch)
- 2014: EarthEnd Saga – Band 1 A Vision of Fire (Hörbuch)
- 2015: EarthEnd Saga – Band 2 A Dream of Ice (Hörbuch)
- 2015: EarthEnd Saga – Band 3 The Sound of Seas (Hörbuch)
- 2017: Joe Harris, Chris Carter, Dirk Maggs: The X-Files: Cold Cases (Stimme, Dana Scully) – Regie: William Dufris (Audible Studios), ISBN 978-1-9786-6525-5
- 2017: Joe Harris, Chris Carter, Dirk Maggs: The X-Files: Stolen Lives  (Stimme, Dana Scully) – Regie: William Dufris (Audible Studios), ISBN 978-1-9786-6523-1

### Motion Capture
- 2015: Star Citizen Motion Capture für den Einzelspielerpart Squadron 42, inkl. Stimme Star Citizen

## Auszeichnungen

### Theater
- 1991: Theatre World Award – Absent Friends
- 2003: What’s on stage Theatre Goers Award
- 2014: London Evening Standard Theatre Award – Natasha Richardson Award for Best Actress

### Fernsehen
- 1996: Screen Actors Guild Award als Beste Darstellerin in einer Dramaserie in Akte X – Die unheimlichen Fälle des FBI
- 1996: Saturn Award als Best Genre TV Actress in Akte X – Die unheimlichen Fälle des FBI
- 1997: Screen Actors Guild Award als Beste Darstellerin in einer Dramaserie in Akte X – Die unheimlichen Fälle des FBI
- 1997: Golden Globe Award als Beste Serien-Hauptdarstellerin – Drama in Akte X – Die unheimlichen Fälle des FBI
- 1997: Emmy Award als Beste Hauptdarstellerin in einer Dramaserie in Akte X – Die unheimlichen Fälle des FBI
- 1998: Q Award als Best Actress in Akte X – Die unheimlichen Fälle des FBI
- 1999: Q Award als Best Actress in Akte X – Die unheimlichen Fälle des FBI
- 2006: Broadcasting Press Guild Television and Radio Award als Best Actress in Bleak House
- 2012: Roma Fiction Fest Artistic Excellence Award[39]
- 2017: Webby Award Special Achievement – Webby Best Actress für Stella Gibson in The Fall[40]
- 2021: Golden Globe Award als Beste Nebendarstellerin – Serie, Miniserie oder Fernsehfilm in The Crown
- 2021: Critics’ Choice Television Award als Beste Nebendarstellerin in einer Dramaserie in The Crown
- 2021: Screen Actors Guild Award als Beste Darstellerin in einer Dramaserie in The Crown
- 2021: Emmy Award als Beste Gastdarstellerin in einer Dramaserie in The Crown

### Film
- 1999: Blockbuster Entertainment Award als Favorite Sci-Fi Actress
- 2000: British Independent Film Award (BIFA) als Beste Schauspielerin in Haus Bellomont
- 2002: Chlotrudis-Award-Publikumspreis als Beste Hauptdarstellerin in Haus Bellomont
- 2025: CineMerit Award[41]

### Sonstiges
- 1996: Platz 1 Sexiest Woman in the World – FHM
- 1997: Platz 3 Sexiest Woman in the World – FHM
- 1997: Platz 1 Bei den „50 schönsten Menschen der Welt“ der Zeitschrift People
- 1997: Platz 9 in „Celebrity Sleuth 25 Sexiest Women“
- 1997: Von der TV Spielfilm zur erotischsten Frau im deutschen Fernsehen gewählt.
- 1998: Platz 10 Sexiest Woman in the World – FHM
- 1999: Platz 15 Sexiest Woman in the World – FHM
- 1999: Platz 48 Maxim’s 50 Sexiest Women
- 2000: Platz 23 Sexiest Woman in the World – FHM
- 2001: Platz 81 Sexiest Woman in the World – FHM
- 2001: Platz 68 in FHM-USA’s 100 Sexiest Women
- 2002: Platz 64 in FHM-USA’s 100 Sexiest Women
- 2015: Platz 23 AfterEllen Hot 100[42]
- 2018: Stern auf dem Hollywood Walk of Fame.[43]

„Gillian Anderson, die in der US-amerikanischen Science Fiction-Serie X-Files die Agentin Scully spielt, ist einer der bekanntesten Fernsehstars der 90er Jahre. Anderson wurde 1996 von 10.000 Lesern des FHM Magazine zur erotischsten Frau der Welt gewählt. Sie bekommt für jede Episode 58.000 US-Dollar und unterzeichnete im Juni 1997 einen Vertrag über 6,6 Millionen US-Dollar.“

## Veröffentlichungen
- 1999: Girl Boss: Running the Show Like the Big Chicks: Entrepreneurial Skills, Stories, and Encouragement for Modern Girls von Stacy Kravitz (Vorwort). GirlPress. ISBN 978-0-9659754-2-1.
- 2014: A Vision of Fire: Book 1 of The EarthEnd Saga (zusammen mit Jeff Rovin). Simon & Schuster/Simon451. ISBN 978-1-4767-7652-1.
- 2016: A Dream of Ice: Book 2 of The EarthEnd Saga (zusammen mit Jeff Rovin). Simon & Schuster/Simon451. ISBN 978-1-4767-7655-2.
- 2016: The Sound of Seas: Book 3 of The EarthEnd Saga (zusammen mit Jeff Rovin). Simon & Schuster/Simon451. ISBN 978-1-4767-7659-0.
- 2017: We: A Manifesto for Women Everywhere (zusammen mit Jennifer Nadel). Atria Books. ISBN 978-1-5011-2627-7.
deutsche Übersetzung: Wir – Ein Manifest für Frauen, die mehr vom Leben wollen. Integral Verlag, 2017, ISBN 978-3-7787-9265-0.
- 2024: Want (mit anonymen Autoren). Bloomsbury Publishing. ISBN 978-1-5266-8057-0.
deutsche Übersetzung: WANT: Sexuelle Fantasien der Frauen im 21. Jahrhundert. Dtv Verlagsgesellschaft, 2024, ISBN 978-3-4232-8444-8.[45]